# Sommer-Paralympics 1996/Teilnehmer (Angola)
| stlisierte Goldmedaille | stlisierte Silbermedaille | stlisierte Bronzemedaille |
| ----------------------- | ------------------------- | ------------------------- |
| —                       | —                         | —                         |

Angola entsandte zu den Paralympischen Sommerspielen 1996 in Atlanta zwei Sportler, beides Männer. Es war die erste Teilnahme des afrikanischen Landes bei paralympischen Spielen.

## Teilnehmer nach Sportarten

### Leichtathletik
- Ângelo Lundaca: 100 Meter und 200 Meter Männer (T10)
- Vasco da Fonseca: 100 Meter (T43/44) und Weitsprung Männer (F44)